# Бодрая (галера, 1756)
«Бодрая» — галера Балтийского флота Российской империи, одна из 10 галер одноимённого типа, участник Семилетней войны 1756—1763 годов.

## Описание галеры
16-баночная галера с деревянным корпусом, одна из 10 галер одноимённого типа. Длина галеры составляла 38,4 метра, ширина — 5,5 метра, а осадка — 1,8 метра. В качестве основного движителя судна использовалось 16 пар вёсел, также галера была оборудована вспомогательным косым парусным вооружением.
Точных сведений об особенностях конструкции и артиллерийском вооружении галеры «Бодрая» не сохранились, однако большинство 16-баночных галер, строившиеся для Российского императорского флота, были оснащены двумя мачтами с латинским парусным вооружением и имели по 4 гребца на каждое весло, а их артиллерийское вооружение в большинстве случаев состояло из одной 12-фунтовой и двух 8-фунтовых пушек, а также из 8—10 фальконетов.
Одна из шести галер Российского императорского флота, носивших это наименование. Также в составе Балтийского флота несли службу одноимённые галеры 1727, 1739, 1749, 1773 и 1796 годов постройки.

## История службы
Галера «Бодрая» была заложена на стапеле Галерной верфи Санкт-Петербурга в 1756 году и после спуска на воду в том же году вошла в состав Балтийского флота России. Строительство вёл кораблестроитель А. И. Алатченинов.
Принимала участие в Семилетней войне 1756—1763 годов.
По окончании службы в 1762 году галера «Бодрая» была разобрана в Мемеле.

### Комментарии
1. ↑  Всего в рамках серии было построено 10 галер: «Бодрая» (головное судно проекта), «Канарейка», «Комета», «Люфер», «Мир», «Снигирь», «Сокол», «Добычная», «Удалая» и «Чесьма»[1].
2. ↑  126 футов[2].
3. ↑  18 футов[2].
4. ↑  5 фунтов 9 дюймов[2].
5. ↑  Или 16 банок[3].